# فيسيولوجية معدية معوية

القناة الهضمية البشرية

الفيسيولوجية المعدية المعوية هو فرع من فيسيولوجيا الإنسان التي تهتم بوظيفة السبيل المعدي المعوي (القناة الهضمية). وظيفة القناة الهضمية هي معالجة الطعام المتناوَل عبر وسائل ميكانيكية وكيميائية واستخلاص المغذيات منها وطرح الفضلات الناتجة. يتكون السبيل المعدي المعوي من القناة الهضمية -التي تمتد من من الفم إلى فتحة الشرج- بالإضافة إلى الغدد ذات الصلة بها والمواد الكيميائية والهرمونات والإنزيمات التي تساعد في عملية الهضم. أهم العمليات التي تحدث في السبيل المعدي المعوي هي: الحركة، الإفراز، التنظيم، الهضم والتدوير. الوظيفة والتنسيق الصحيحين لهذه العمليات أساسي للحفاظ على صحة جيدة وتوفير هضم فعال للمغذيات المتناولة.

## الحركة
يولِّد السبيل المعدي المعوي الحركة باستخدام وحدات العضلات الملساء الفرعية المترابطة بواسطة المواصل الفجوية. تتقلص هذه الوحدات الفرعية عفويا إما بشكل توتري أو طوري. التقلصات التوترية هي تقلصات تمتد من عدة دقائق إلى عدة ساعات، وتحدث في مكان تواجد العضلات العاصرة من السبيل وكذلك داخل المعدة. أما التقلصات الطورية فتمتد لمدة قصيرة تتخللها ارتخاءات وتحدث في السطح الخلفي للمعدة والأمعاء الدقيقة، وتتم بواسطة الطبقة العضلية.
يمكن أن يزيد نشاط حركة السبيل المعدي المعوي (فرط الحركة) وهذا يؤدي إلى الإسهال أو التقيؤ أو تقل حركته (قصور الحركة) ما يؤدي إلى الإمساك أو التقيؤ، وكلا الحالتين يمكن أن تسبب ألما بطنيا.

## الإفراز
يفرز الجهاز الهضمي في كل يوم 7 ليترًا من السوائل. تتكون هذه السوائل من: الشوارد والإنزيمات الهاضمة والمخاط والصفراء. تنتج الغدد والأعضاء الملحقة بالجهاز الهضمي وهي الغدد اللعابية والبنكرياس والكبد نصف هذه السوائل تقريبًا. وتفرز الخلايا الظهارية للجهاز المعدي المعوي ما تبقى.

### الشوارد
المكون الأكبر لمفرزات الجهاز الهضمي هو الشوارد والماء. تفرز الشوارد والماء ويعاد امتصاصها على طول الجهاز الهضمي. الشوارد المفرزة الرئيسية هي شوارد الهيدروجين والبوتاسيوم والكلور والبيكربونات والصوديوم، ويتبع الماء حركة هذه الشوارد. يضخ الجهاز الهضمي هذه الشوارد من خلال جهاز من البروتينات القادرة على النقل النشط والانتشار المُسهَّل بالإضافة إلى حركة الشوارد الحرة عبر القنوات المفتوحة. يحدد ترتيب هذه البروتينات على الناحية القمية والناحية القاعدية الجانبية للخلايا الظهارية حركة الشوارد والماء فيا السبيل الهضمي.
تفرز الخلايا الجدارية شوارد الهيدروجين والكلور إلى لمعة المعدة فتجعل الوسط المعدي حامضيًا بدرجة حموضة 1. تُضخ شوارد الهيدروجين إلى المعدة من خلال مبادلتها بشوارد البوتاسيوم. تتطلب هذه العملية أيضًا استهلاك إيه تي بّي بوصفه مصدرًا للطاقة. تتبع شوارد الكلور الوسط ذا الشحنة الإيجابية فتخرج من الخلايا الظهارية من الناحية القمية عبر قناة بروتينية مفتوحة.
تُفرز شوارد البيكربونات من أجل تعديل مفرزات المعدة الحامضية وتُطرح في العفج (الإثني عشري) في الأمعاء الدقيقة. تأتي معظم شوارد البيكربونات من الخلايا العُنيبية المركزية في البنكرياس على شكل بيكربونات صوديوم في محلول مائي. وينتج ذلك عن التركيز المرتفع للبيكربونات والصوديوم في القناة ما يشكل مدروجًا أسموزيًا (تناضحيًا) يتبعه الماء.

### الإنزيمات الهاضمة
النوع الثاني من المفرزات المهمة في السبيل الهضمي هو الإنزيمات الهاضمة التي تُفرز في الفم والمعدة والأمعاء. يفرز بعض هذه الإنزيمات من قبل الغدد الملحقة ويُنتج الباقي في الخلايا الظهارية في المعدة والأمعاء. تبقى بعض هذه الإنزيمات في جدار السبيل المعدي المعوي، ويفرز البعض الآخر على شكل طلائع إنزيمية غير فعالة. عندما تصل هذه الطلائع الإنزيمية إلى لمعة السبيل الهضمي تُفعل من قبل عوامل نوعية. من الأمثلة المهمة على هذه العملية إنزيم الببسين الذي يُطرح في المعدة من قبل الخلايا الرئيسية. ويكون الببسين غير مفعل عند طرحة (ببسينوجين)، وبمجرد أن يصل إلى اللمعة المعدية يتفعل فيصبح ببسين وذلك بتأثير التركيز العالي لشوارد الهيدروجين فيصبح إنزيمًا ضروريًا للعملية الهضمية. ينظم الإفراز الإنزيمي من خلال تنظيم عصبي أو هرموني أو نظير صماوي. وفي العموم، يزيد التحفيز نظير الودي من إفراز كل العصارات الهاضمة.

### المخاط
يفرَز المخاط في المعدة والأمعاء ووظيفته حماية الطبقة المخاطية المبطِنة للسبيل الهضمي. يتكون من عائلة محددة من البروتينات السكرية تسمى ميوسينات وهي لزجة جدًا. يصنع المخاط من قبل نوعين من الخلايا المتخصصة تدعى الخلايا المخاطية في المعدة وخلايا غوبليت في الأمعاء. تتضمن الإشارات التي تزيد من الإفراز المخاطي التنبيه نظير الودي والاستجابات المناعية والرسل العصبية داخل الجهاز الهضمي.

### الصفراء
تفرز الصفراء في الأمعاء الدقيقة وتحديدًا داخل العفج عبر القناة الصفراوية المشتركة. ويُنتج الصفراء في الخلايا الكبدية ويُخزَن في المرارة إلى حين إفرازه عند تناول الوجبة. تتشكل الصفراء من ثلاثة عناصر: الأملاح الصفراوية والبيليروبين والكوليسترول. ينتج البيليروبين عن تحطم الكريات الحمراء. ويطرح الكوليسترول مع البراز. أما الأملاح الصفراوية فهي مواد غير إنزيمية فعالة تسهل امتصاص المواد الدسمة من خلال المساعدة على استحلابها مع الماء بسبب طبيعتها المذبذبة. تتشكل هذه الأملاح في الخلية الكبدية من الحموض الصفراوية التي تجتمع مع حموض أمينية. توجد في الصفراء أيضًا مركبات أخرى كنواتج استقلاب الأدوية.